# Đông Hải, Tiên Yên
Đông Hải là một xã thuộc huyện Tiên Yên, tỉnh Quảng Ninh, Việt Nam.
Xã Đông Hải có diện tích 48,88 km², dân số năm 1999 là 4.751 người, mật độ dân số đạt 97 người/km².